# Nikkende hullæbe
Nikkende hullæbe (Epipactis phyllanthes) er en 20-45 cm høj orkidé, der er udbredt over det vestlige og nordlige Europa. I Danmark er arten ret sjælden i muldrige løvskove i Østjylland og på Øerne. I det øvrige Skandinavien findes den i det sydlige Sverige, f.eks. på Öland. Til forskel fra skovhullæbe er stænglen kun svagt dunet i toppen og blomsterne er hængende midt i klasen.